# Svetlana Anastasovska-Obućina
Svetlana Anastasovska-Obućina (serbisch-kyrillisch Светлана Атанасовска-Обућина; * 26. April 1961 in Belgrad als Svetlana Anastasovska, SFR Jugoslawien) ist eine ehemalige serbische Handballspielerin, die dem Kader der jugoslawischen Nationalmannschaft angehörte.

## Karriere
Anastasovska-Obućina lief insgesamt 14 Spielzeiten für den jugoslawischen Verein ORK Belgrad auf, mit dem sie 1982 den jugoslawischen Pokal gewann. Weiterhin spielte sie zwei Jahre beim jugoslawischen Erstligisten ŽRK Voždovac aus Belgrad, mit dem sie 1988 die jugoslawische Meisterschaft gewann.
Anastasovska-Obućina bestritt 157 Länderspiele für die jugoslawische Nationalmannschaft, in denen sie über 300 Treffer erzielte. Mit der jugoslawischen Auswahl nahm sie drei Mal an den Olympischen Spielen teil und gewann bei den Olympischen Spielen 1980 in Moskau die Silbermedaille sowie bei den Olympischen Spielen 1984 in Los Angeles die Goldmedaille. Zusätzlich gewann sie die Bronzemedaille bei der Weltmeisterschaft 1982 in Ungarn.

## Sonstiges
Sie war mit dem serbischen Handballspieler und -trainer Bratislav Bata Obućina (1956–2022) verheiratet.